# タレコミ (掲示板)
タレコミは、かつて存在していた電子掲示板。管理人はkrn（HN）。

## 概要
タレコミは主に携帯利用者を対象とした電子掲示板サイトである。
初期は芸能分野を専門に扱っていたが、後にカテゴリが追加され総合掲示板サイトとなった。
また、2006年3月以降、画像掲示板では「職人サン魂」カテゴリ以外へのPCからの書き込みができなくなっている。
画像糧によるアダルト画像（公然猥褻）などの横行により、2009年5月23日に閉鎖した。

## 掲示板システム
スレッドフロート型掲示板と呼ばれる形態をとっている。
総合、芸能総合、男性芸能人、女性芸能人、アダルト、画像の6つの大分野に分けられており、さらにその下でカテゴリと呼ばれる小分野でいくつかに分かれている。
1つのスレッドへのレス上限数が1000回であること（画像掲示板では100回）や、名前欄を無記入で投稿したら「名無しさん」と表示されること、トリップ機能の存在など、掲示板サイト2ちゃんねるに類似した点がいくつか見られる。
レス削除は携帯からの投稿の場合のみ可能である。

### 特色
ここにタレコミの特徴を列挙する。
- 管理の対応が遅くほぼ放置状態である。
- 管理人の都合で突然長期閉鎖する事がある。
- 携帯電話から閲覧した際の配色が独特なものである。
- 派生サイトが多く存在する。（固定ハンドルのホームページ及びそのランキング、上記長期閉鎖時に利用者が使う避難ユーザーサイトがある
- ROM専機能が付いており、投稿者のハンドルネーム、携帯端末からレスを抽出できる。

### 利用者
PC・携帯電話両者からの閲覧に正式に対応しているが、全体的に携帯ユーザーが多い。
これは、掲示板公開初期に芸能情報を専門に扱っていたこと、携帯電話からの使い勝手が良いとされていることなどにより、利用者の年齢層が比較的低いためだと思われる。
多くの利用者が固定ハンドルネームをつけており、それがしばしば名無しの利用者に叩きのネタにされることがある。
2ちゃんねる利用者がネラーと呼ばれるのに対し、タレコミ利用者はタレコ民と呼ばれることがある。
中傷や叩きが多く閉鎖的であり、2ちゃんねるやその他掲示板からのネタが引用されることが多い。
しかし、そういったサイトではやったネットスラング（例：スイーツ(笑)等）をやたらと使いたがる傾向もあり、一概に閉鎖的とは言えない一面もある。

### テーマ民
利用者の実年齢および精神年齢が非常に低いことで知られるタレコ民だが、その特徴が顕著にあらわされた場がこのテーマ板である。

## その他
- 以前はハリコミというアダルト画像専用の掲示板も設置されていたが、無修正画像の横行などにより2006年に閉鎖された。
- タレコミでは管理人が投稿することはほとんどないが、2005年8月に会議カテゴリが設置され貴重な意見交換の場がもたれた。荒らしの出現を防ぐため、当初会議カテゴリは限られたユーザーに対してのみ公開するという形で設置されたが、そのユーザーへの伝達の際の不手際により他のユーザーも投稿することができるようになった。結果会議カテゴリは荒れることとなり、わずか1か月ほどで閉鎖となった。